# Reading Escolla Futsal Club
Il Reading Escolla è una squadra inglese di calcio a 5, fondata nel 2006 con sede a Reading.

## Palmarès
- Campionato inglese: 1

2017-18